# Зла (мюзикл)
«Зла» (англ. Wicked) — популярний американський мюзикл із музикою та словами Стівена Шварца та лібрето Вінні Хольцмана. Вільна адаптація роману Грегорі Магвайра 1995 року «Зла: Життя та часи злої відьми із Заходу» (англ. Wicked: The Life and Times of the Wicked Witch of the West), який, своєю чергою, заснований на романі Френка Баума «Дивовижний чарівник країни Оз» 1900 року та його екранізації 1939 року компанією Metro-Goldwyn-Mayer.
Мюзикл розповідається з погляду двох відьом із країни Оз. Його сюжет починається до і продовжується після того, як головна героїня Баума, Дороті Ґейл прибуває в Оз із Канзасу. «Зла» розповідає історію двох незвичайних подруг, Ельфаби (пізніше відомої як Зла Відьма Заходу) і Ґалінди (пізніше відомої як Ґлінда Добра), дружба яких руйнується через їхні протилежні характери, погляди, однаковий любовний інтерес, реакцію на корумпований уряд Чарівника і, зрештою, крах Ельфаби.
Створена Universal Stage Productions у коаліції з продюсерами Марком Платтом, Джоном Платтом і Девідом Стоуном, за режисури Джо Мантелло та хореографії Вейна Чіленто, оригінальна постановка «Злої» була показана на Бродвеї в театрі Гершвіна в жовтні 2003 року після завершення передбродвейські проби в театрі Керран у Сан-Франциско в травні та червні того ж року. Серед оригінальних виконавців головних ролей мюзиклу: Ідіна Мензел — Ельфаба, Крістін Ченовет — Ґлінда, Норберт Лео Батц — Фієро та Джоел Грей — Чарівник. Оригінальна бродвейська постановка отримала три нагороди «Тоні» та сім нагород «Драма Деск», а музичний альбом оригінального акторського складу — премію «Ґреммі». 11 квітня 2023 року, мюзикл поставлено 7486 разів, що дозволило йому випередити «Котів» і стати четвертим за тривалістю шоу на Бродвеї. Типова вистава триває близько двох годин 30 хвилин, включаючи антракт.
Успіх бродвейської постановки породив багато постановок по всьому світу, у тому числі тривалу постановку в театрі Вест-Енда. «Зла» побила рекорди касових зборів у всьому світі, утримуючи рекорди за тижневими зборами в Лос-Анджелесі, Чикаго, Сент-Луїсі та Лондоні. За тиждень, що закінчився 2 січня 2011 року, гастрольні вистави в Лондоні, на Бродвеї та в обох турах по Північній Америці одночасно побили свої відповідні рекорди за найвищим тижневим збором. В останній тиждень 2013 року бродвейська постановка знову побила цей рекорд, заробивши 3,2 мільйона доларів. У 2016 році касові збори мюзиклу перевищили $1 млрд загальних доходів на Бродвеї, приєднавшись до «Привида опери» та «Короля Лева» як єдиних бродвейських шоу, яким це вдалося. У 2017 році «Зла» випередила «Привид опери» і стала другим найкасовішим мюзиклом Бродвею, поступившись лише «Королю Леву».
Двосерійна кіноадаптація режисера Джона Чу з Синтією Еріво в ролі Ельфаби, Аріаною Ґранде в ролі Ґалінди, Джеффом Голдблюмом в ролі Чарівника, Мішель Єо в ролі Мадам Моррібл і Джонатаном Бейлі в ролі Фієро перебуває в розробці: вихід першої частини заплановано на 27 листопада 2024 року, а другої — через рік, 26 листопада 2025 року.